# Nyctibius aethereus
Nyctibius aethereus là một loài chim trong họ Nyctibiidae.